# Аль Пачино
Альфре́до Джеймс Пачино (англ. Alfredo James Pacino; 25 квітня 1940)  — американський кіно- і театральний актор, режисер та сценарист італійського походження. Разом з Еллен Берстін та Гарві Кейтелем очолює Акторську студію в Нью-Йорку.
Вважається одним з видатних акторів сучасного американського кіно і театру. Нагороджений численними преміями та нагородами, зокрема «Оскар» за роль підполковника Френка Слейда у фільмі «Запах жінки», дворазовий лауреат «Еммі» за виконання ролей Роя Кона і Джека Кеворкяна та дві премії «Тоні» за «Чи носить тигр краватку?» і «Основна підготовка Павла Хамела».

## Біографія

### Дитинство
Аль Пачино народився 25 квітня 1940 року в кримінальному районі Нью-Йорка — Східному Гарлемі, у сім'ї бідних сицилійських емігрантів Роуз (при народжені Джерарді) та Сальваторе Альфреда Пачино. Бувши емоційно вразливою, мати, не витримавши відповідальності за покладені обов'язки, переїхала до своїх батьків. Тому перші два роки він жив із родиною батька.
Але зі вступом США у Другу світову війну 1942 року Сальваторе призивають до армії, тому Альфредо переїжджає у Південний Бронкс до батьків Роуз — Кейт та Джеймса Джерарді. В основному у вихованні онука брала участь його бабуся, яка переймалася за нього, і, бажаючи вберегти від негативного впливу, обмежувала контакти із зовнішнім світом. Дружніші стосунки склалися з дідом, який розповідав йому про Італію.
1946 року з фронту повертається Сальваторе, але налагодити родинні стосунки не вдається. Він переїжджає до містечка Ковіна, штат Каліфорнія, у зв'язку з чим відносини з сином обмежуються рідкісними зустрічами.
У підлітковому віці мав серед своїх друзів прізвисько 'Сонні' або 'Актор', прагнув стати бейсболістом. Закінчив школу у віці 17 років, проваливши всі іспити, окрім англійської мови. Після закінчення навчання почав працювати на низькооплачуваних роботах, зокрема розносником повідомлень, помічником офіціанта, двірником та поштовим клерком.
Почав палити у дев'ять років, вживати спиртні напої та марихуану у тринадцять, проте ніколи не вживав важких наркотиків. Два його близькі товариша померли від вживання наркотиків у віці 19 та 30 років.

### Кар'єра
З 1966 року навчався у Лі Страсберга (з яким пізніше зніматиметься у другій частині «Хрещеного батька») і вже у 1969 виграв «Тоні» за роль у виставі «Чи вдягає тигр краватку?» (англ. Does the Tiger Wear a Necktie?), та дебютує на екрані у стрічці «Я, Наталі». Після фільму «Паніка у Нідл Парк», ним зацікавився Френсіс Форд Коппола.
1972 року відбулася прем'єра фільму Копполи «Хрещений батько», у якому Пачино зіграв Майкла Корлеоне. Після цього він отримав номінацію на «Оскар» і здобув популярність.
Фільми «Шукач» та «Автора! Автора!» були нещадно розкритиковані критиками. Також 1985 року фільм «Революція» провалився у касових зборах, тож Пачино вирішив повернутися на театральну сцену. Та він і надалі залишався популярним кіноактором.
Майже через чотири роки він повернувся у кіно. «Море Любові» був високо оцінений критиками і глядачами. 1993 року він отримав Оскара в номінації «Найкраща чоловіча роль» за роль Френка Слейда у фільмі «Запах жінки».
Пачино свого часу відмовився від ролей, що зробили б його ще популярнішим, наприклад Хана Соло в «Зоряних Війнах» та капітана Вілларда в «Апокаліпсис сьогодні».

### Родина
Ніколи не був одружений, та має трьох дітей: доньку Джулію та близнюків Антона й Олівію від Беверлі Д'Анджело. В березні 2015 року з'явилася інформація, що Аль Пачино зібрався одружитися з Люсіль Сола, з якою він вже зустрічається кілька років. У 2023 році у Аль Пачіно народився син Роман — його четверта дитина, для Нур Альфалла (матері) – первісток. З Нур Пачіно почав зустрічатися 2022 року.

## Творчість

### Фільмографія
| Рік       |    | Українська назва         | Оригінальна назва             | Роль                                              |
| --------- | -- | ------------------------ | ----------------------------- | ------------------------------------------------- |
| 1968      | с  |                          | N.Y.P.D.                      | Джон Джеймс (Епізод: "Deadly Circle of Violence") |
| 1969      | ф  | Я, Наталі                | Me, Natalie                   | Тоні                                              |
| 1971      | ф  | Паніка в Нідл Парк       | The Panic in Needle Park      | Боббі                                             |
| 1972      | ф  | Хрещений батько          | The Godfather                 | Майкл Корлеоне                                    |
| 1973      | ф  | Серпіко                  | Serpico                       | Френк Серпіко                                     |
| 1973      | ф  | Опудало                  | Scarecrow                     | Френсіс Лайонел                                   |
| 1974      | ф  | Хрещений батько 2        | The Godfather: Part II        | Майкл Корлеоне                                    |
| 1975      | ф  | Собачий полудень         | Dog Day Afternoon             | Сонні Ворцик                                      |
| 1977      | ф  | Боббі Дірфільд           | Bobby Deerfield               | Боббі Дірфільд                                    |
| 1979      | ф  | Правосуддя для всіх      | And Justice for All           | Артур Керкланд                                    |
| 1980      | ф  | Розшукуючий              | Cruising                      | Стів Бернс                                        |
| 1982      | ф  | Автора! Автора!          | Author! Author!               | Айвен Травальян                                   |
| 1983      | ф  | Обличчя зі шрамом        | Scarface                      | Тоні Монтана                                      |
| 1985      | ф  | Революція                | Revolution!                   | Том Добб                                          |
| 1989      | ф  | Море кохання             | Sea Of Love                   | Френк Келлер                                      |
| 1990      | ф  | Дік Трейсі               | Dick Tracy!                   | Біґ Бой Капріз                                    |
| 1990      | ф  | Хрещений батько 3        | The Godfather: Part III       | Майкл Корлеоне                                    |
| 1991      | ф  | Френкі та Джоні          | Frankie and Johnny            | Джонні                                            |
| 1992      | ф  | Гленгаррі Глен Росс      | Glengarry Glen Ross           | Ріккі Рома                                        |
| 1992      | ф  | Запах жінки              | Scent of a Woman              | Френк Слейд                                       |
| 1993      | ф  | Шлях Карліто             | Carlito's Way                 | Карліто Бріганте                                  |
| 1995      | ф  | Четвертак                | Two Bits                      | Джітано Сабатоні                                  |
| 1995      | ф  | Протистояння             | Heat                          | Вінсент Ханна                                     |
| 1996      | ф  | Мерія                    | City Hall                     | Джон Паппас                                       |
| 1996      | ф  | В Пошуках Річарда        | Looking for Richard           | Річард III / у ролі самого себе                   |
| 1997      | ф  | Донні Браско             | Donnie Brasco                 | Бенджамін Руджієре                                |
| 1997      | ф  | Адвокат диявола          | The Devil's Advocate          | Джон Мілтон / Диявол                              |
| 1999      | ф  | Щонеділі                 | Any Given Sunday              | Тоні Д'Амато                                      |
| 1999      | ф  | Своя людина              | The Insider                   | Лавелл Берґмен                                    |
| 2000      | ф  | Китайська Кава           | Chinese Coffee                | Гаррі Левін                                       |
| 2002      | ф  | Безсоння                 | Insomnia                      | Вілл Дормер                                       |
| 2002      | ф  | Сімона                   | Simone                        | Віктор Таранскі                                   |
| 2002      | ф  | Потрібні люди            | People I Know                 | Ел Вюрмен                                         |
| 2003      | ф  | Рекрут                   | The Recruit                   | Волтер Берк                                       |
| 2003      | ф  | Джилі                    | Gigli                         | Старкмен                                          |
| 2003      | с  | Ангели в Америці         | Angels in America             | Рой Кон (6 серій)                                 |
| 2004      | ф  | Венеційський купець      | The Merchant of Venice        | Шейлок                                            |
| 2005      | ф  | Гроші на двох            | Two for the Money             | Волтер Ебрамс                                     |
| 2007      | ф  | 88 хвилин                | 88 Minutes                    | Джек Гремм                                        |
| 2007      | ф  | Тринадцять друзів Оушена | Ocean’s Thirteen              | Віллі Бенк                                        |
| 2008      | ф  | Право на вбивство        | Righteous Kill                | Девід Фіск                                        |
| 2010      | тф | Ви не знаєте Джека       | You Don't Know Jack           | Джек Кеворкян                                     |
| 2011      | ф  | Небезпечний квартал      | The Son of No One             | Стенфорд                                          |
| 2011      | ф  |                          | Wilde Salomé                  | Ірод Антипа                                       |
| 2011      | ф  | Джек і Джилл             | Jack & Jill                   | у ролі самого себе                                |
| 2012      | ф  | Реальні хлопці           | Stand Up Guys                 | Велентайн «Вел»                                   |
| 2013      | тф |                          | Phil Spector                  | Філ Спектор                                       |
| 2014      | ф  |                          | Manglehorn                    | А.Дж. Манглхорн                                   |
| 2014      | ф  | Приниження               | The Humbling                  | Саймон Екслер                                     |
| 2015      | ф  | Денні Коллінз            | Danny Collins                 | Денні Коллінз                                     |
| 2016      | ф  | Гірше, ніж брехня        | Misconduct                    | Чарльз Абрамс                                     |
| 2017      | ф  |                          | Hangman                       | детектив Арчер                                    |
| 2018      | тф |                          | Paterno                       | Джо Патерно                                       |
| 2019      | ф  | Одного разу в Голлівуді  | Once Upon A Time In Hollywood | Марвін Шварц                                      |
| 2019      | ф  | Ірландець                | The Irishman                  | Джиммі Гоффа                                      |
| 2020—2023 | с  | Мисливці                 | Hunters                       | Меєр Офферман (18 серій)                          |
| 2021      | ф  |                          | Axis Sally                    | Джеймс Лафлін                                     |
| 2021      | ф  | Гуччі                    | House of Gucci                | Альдо Гуччі                                       |
| 2023      | ф  | Кілер іде геть           | Knox Goes Away                | Ксав'єр Крейн                                     |
|           | ф  | У Дантових руках         | In the Hand of Dante          |                                                   |

### Театральні роботи
| Рік  | Українська назва                | Оригінальна назва                      | Автор            | Режисер            | Роль         |
| ---- | ------------------------------- | -------------------------------------- | ---------------- | ------------------ | ------------ |
| 1968 | Індіанці прагнуть Бронкс        | The Indian Wants the Bronx             | Ізраїль Горовіц  | Джеймс Гаммерстейн | Маапс        |
| 1969 | Місцевий стигматик              | The Local Stigmatic                    | Хіткоут Вільямс  | Артур Сторч        | Грехем       |
| 1969 | Чи носить тигр краватку?        | Does a Tiger Wear a Necktie?           | Дон Петерсон     | Майкл Шульц        | Бікхам       |
| 1970 | Каміно-реаль                    | Camino Real                            | Теннессі Вільямс | Мілтон Катселес    | Кілрой       |
| 1977 | Основна підготовка Павла Хамела | The Basic Training of Pavlo Hummel     | Девід Раб        | Девід Вілер        | Павло Хамел  |
| 1977 | Річард III                      | King Richard III                       | Вільям Шекспір   | Девід Вілер        | Річард III   |
| 1981 | Американський Буффало           | American Buffalo                       | Девід Мамет      | Арвін Браун        | Волтер Коул  |
| 1988 | Юлій Цезар                      | Julius Caesar                          | Вільям Шекспір   | Стюарт Воган       | Марк Антоній |
| 1992 | Китайська кава                  | Chinese Coffee                         | Іра Льюїс        | Арвін Браун        | Гаррі Левін  |
| 1992 | Саломея                         | Salome                                 | Оскар Уайльд     | Роберт Акерман     | Ірод Антипа  |
| 1996 | Hughie                          | Хюї                                    | Юджин О'Ніл      | Аль Пачино         | «Ері» Сміт   |
| 2002 | Стійка Кар'єра Артура Уї        | Der aufhaltsame Aufstieg des Arturo Ui | Бертольт Брехт   | Саймон МакБерні    | Артур Уї     |
| 2003 | Саломея                         | Salome                                 | Оскар Уайльд     | Естель Парсонс     | Ірод Антипа  |
| 2010 | Венеційський купець             | The Merchant of Venice                 | Вільям Шекспір   | Деніел Салліван    | Шейлок       |
| 2012 | Гленгаррі Глен Росс             | Glengarry Glen Ross                    | Девід Мамет      | Деніел Салліван    | Шеллі Левін  |

## Нагороди
- 1973: Золотий глобус — Найкраща чоловіча роль (драма)
- 1974: Нагорода Британської академії кіно і телебачення — Найкраща чоловіча роль
- 1975: Нагорода Британської академії кіно і телебачення — Найкраща чоловіча роль
- 1975: Премія Асоціації кінокритиків Лос-Анджелеса найкращому акторові
- 1992: Оскар — Найкраща чоловіча роль
- 1992: Золотий глобус — Найкраща чоловіча роль (драма)
- 2003: Еммі — Найкраща чоловіча роль
- 2003: Золотий глобус — Найкращий актор мінісеріалу, чи фільму для ТБ
- 2003: Нагорода спілки телеакторів — Найкращий актор мінісеріалу, чи фільму для ТБ